# Habana Eva
Habana Eva es una película venezolana del 2010 protagonizada por Prakriti Maduro y Juan Carlos García. La película fue dirigida por la directora venezolana Fina Torres y fue rodada principalmente en La Habana y Caracas. La película fue ganadora el mismo año del Festival de Cine Latino en Nueva York.

## Argumento
Eva (Prakriti Maduro) trabaja como costurera en una Fábrica estatal de ropa, mientras sueña con ser la diseñadora de moda y tener un cuarto propio para casarse con su novio de toda la vida, Ángel (Carlos Enrique Almirante), un indolente pero cariñoso isleño. Su vida cambia cuando conoce a Jorge (Juan Carlos García) un atractivo y adinerado exiliado crecido en Venezuela, que visita Cuba con un objetivo más ambicioso que tomar fotos para un libro. Eva se enamora, pero surge en ella una gran confusión por no saber a cuál elegir. Eva tendrá que decidir entre su novio cubano o el extranjero.